# Willi Besener
Willi Besener (* 2. Februar 1894 in Berlin; † 1960 ebenda) war ein deutscher Eisenbahner und von 1946 bis 1949 Generaldirektor der Hauptverwaltung der Deutschen Reichsbahn in der damaligen sowjetischen Besatzungszone.

## Leben
Besener erlernte nach der Volksschule 1918 im Bahnbetriebswerk des Berlin Potsdamer Güterbahnhof den Beruf des Lokomotivführers und war dort bis 1933 tätig. 1919 legte er ein Examen an der Ingenieursschule ab und wurde Ingenieuranwärter. Später arbeitete er als Schalterbeamter. Besener wurde 1918 Mitglied der SPD und war zunächst in der Reichsgewerkschaft deutscher Eisenbahnbeamten und -anwärter, ab 1925 dann im Einheitsverband der Eisenbahner Deutschlands (EdED) als Funktionär tätig.
Nach der Machtergreifung der Nationalsozialisten wurde er während der Zerschlagung der Gewerkschaften am 2. Mai 1933 aus politischen Gründen entlassen. Besener beteiligte sich an der illegalen Arbeit in EdED-Gruppen in Berlin. Er sammelte Geld für inhaftierte Gewerkschafter und verteilte politische Schriften. Von 1933 bis 1945 war er als Inhaber eines Konstruktionsbüros in Berlin tätig.
Nach Ende des Zweiten Weltkriegs wurde Besener 1945 Mitbegründer und Bezirksleiter des Freien Deutschen Gewerkschaftsbundes (FDGB) und 1946 Mitglied der SED. Im November 1945 wurde er Vizepräsident, dann Präsident der Reichsbahndirektion Berlin und im Januar 1946 Generaldirektor der Hauptverwaltung der Deutschen Reichsbahn (Nachfolger von Wilhelm Fitzner).
Am 19. Januar 1949 wurde Besener durch die Sowjetische Militäradministration in Deutschland (SMAD) seines Amtes enthoben, aus der SED ausgeschlossen, am 26. Januar 1949 fristlos entlassen und durch Willi Kreikemeyer ersetzt. Er wurde vom Leiter der sowjetischen Transportabteilung, Generalmajor Pawel Alexejewitsch Kwaschnin, für die schlechte wirtschaftliche Lage der Deutschen Reichsbahn hauptverantwortlich gemacht. Bis in die späten 1950er Jahre prozessierte Besener erfolglos gegen die Deutsche Reichsbahn und bestritt die Vorwürfe.
In den 1950er Jahren kooperierte Besener, der in West-Berlin lebte, mit westdeutschen Geheimdiensten. Im August 1954 behauptete er, Opfer eines Attentates durch Geheimdienste der DDR oder der Sowjetunion geworden zu sein, wofür sich jedoch keine Beweise fanden.
Besener lebte bis zu seinem Tod 1960 in Berlin-Grunewald.